# Piqued Jacks
I Piqued Jacks sono un gruppo musicale italiano formato nel 2006 a Buggiano e composto da E-King (voce, pianoforte, sintetizzatore), Majic-o (chitarra), littleladle (basso) e HolyHargot (batteria).
Hanno rappresentato San Marino all'Eurovision Song Contest 2023 con il brano Like an Animal.

## Storia
I Piqued Jacks si sono formati nel 2006 a Buggiano, in provincia di Pistoia. Nel 2010 e 2011 hanno pubblicato i primi due EP. Hanno poi lavorato con il produttore Brian Lanese al terzo EP, Just a Machine, uscito a gennaio 2013. A marzo 2014 hanno lavorato con Matt Noveskey dei Blue October ai singoli Upturned Perspectives e No Bazooka.
Il loro primo album Climb like Ivy Does è uscito nel 2015, e nel 2016 ne è uscita la versione acustica, intitolata Aerial Roots. Nel 2016 il batterista ThEd0g è stato sostituito da Damiano Beritelli, a sua volta poi rimpiazzato nel 2017 da HolyHargot.
Nel giugno 2018 è uscito il singolo Wildly Shine, prodotto da Michael Beinhorn. Quattro mesi dopo è arrivato The Living Past, il secondo album in studio prodotto da Dan Weller.
Ad aprile 2019 il chitarrista Penguinsane ha lasciato il gruppo ed è stato sostituito da Majic-o. Nello stesso anno i Piqued Jacks hanno vinto il premio nella categoria rock al festival Sanremo Rock.
Nel 2020 sono stati selezionati da MTV per la piattaforma New Generation. Nel settembre dello stesso anno è stato pubblicato il singolo Safety Distance, che ha anticipato a marzo 2021 il quarto album Synchronizer, uscito per l'etichetta INRI e prodotto da Julian Emery, Brett Shaw e Dan Weller.
Nel 2023 hanno partecipato alla seconda edizione di Una voce per San Marino, dove hanno presentato l'inedito Like an Animal. Nella serata finale la giuria li ha incoronati vincitori, rendendoli di diritto i rappresentanti del Titano all'Eurovision Song Contest 2023 a Liverpool. Nel maggio successivo si sono esibiti durante la seconda semifinale della manifestazione europea, arrivando all’ultimo posto con 0 punti.

## Formazione
Attuale
- Andrea Lazzeretti (E-King) – voce, pianoforte, sintetizzatore (2006-presente)
- Francesco Bini (littleladle) – basso, cori (2006-presente)
- Tommaso Oliveri (HolyHargot) – batteria (2017-presente)
- Marco Sgaramella (Majic-o) – chitarra, cori (2019-presente)

Ex componenti
- Francesco Cugia (Penguinsane) – chitarra (2006-2019)
- Matteo Cugia (ThEd0g) – batteria (2006-2016)
- Damiano Beritelli – batteria (2016-2017)

## Discografia

### Album in studio
- 2015 – Climb like Ivy Does
- 2016 – Aerial Roots
- 2018 – The Living Past
- 2021 – Synchronizer

### EP
- 2008 – Tight-Mess
- 2010 – Momo the Monkey
- 2011 – Brotherhoods
- 2013 – Just a Machine

### Singoli
- 2013 – My Kite
- 2013 – Youphoric?!
- 2013 – Amusement Park
- 2014 – Upturned Perspectives
- 2014 – No Bazooka
- 2015 – Romantic Soldier
- 2016 – Shyest Kindred Spirit (Acoustic)
- 2018 – Eternal Ride of a Heartful Mind
- 2018 – Loner vs Lover
- 2018 – Wildly Shine
- 2020 – Safety Distance
- 2020 – Every Day Special
- 2020 – Golden Mine
- 2021 – Elephant
- 2021 – Mysterious Equations
- 2021 – Fire Brigade
- 2022 – Everything South
- 2022 – Particles
- 2022 – Sunflower
- 2023 – Like an Animal
- 2023 - Color shades
- 2023 - The Gum
- 2024 - Aria